# Pär Wistrand
Pär Wistrand, född 30 juli 1934 i Göteborg, död september 2011 i Uppsala, var en svensk författare och poet.

## Biografi
Wistrand var novellist, men främst lyriker och debuterade 1956 med diktsamlingen Tidaxel. Han gick sin egen väg och anslöt sig inte till gruppen av 50-talister, som Göran Sonnevi och Petter Bergman, vilka lade vänstersympatier till grund i sin lyrik. Istället försökte han beskriva sambanden mellan inre känslor och yttre iakttagelser i vardagen och naturen.
Wistrand levde ett tillbakadraget liv och hade litet behov av att visa upp sig. Hans produktion, som heller inte var särskilt omfattande, innehöll utöver debutboken diktsamlingar som Rörelser (1959), Ker men (1966), samlingsvolymen Tidskrift (1976) och Slagsida (1979). Han gav också ut några samtidssatiriska noveller som Gropar, bagateller (1968).

## Priser och utmärkelser
- 1960 – Boklotteriets stipendiat